# Nikolai Lopatnikoff
Nikolai Lopatnikoff (ros. Николай Львович Лопатников Nikołaj Lwowicz Łopatnikow; ur. 16 marca 1903 w Rewlu, zm. 7 października 1976 w Pittsburghu) – amerykański kompozytor pochodzenia rosyjskiego.

## Życiorys
W latach 1914–1917 studiował w Konserwatorium Piotrogrodzkim. Po wybuchu rewolucji październikowej uciekł z Rosji, w latach 1918–1920 kontynuował naukę w konserwatorium w Helsinkach. Uczył się prywatnie u Hermanna Grabnera w Heidelbergu (1920) oraz Williego Rehberga i Ernsta Tocha w Mannheimie (1921). W latach 1921–1927 odbył studia inżynierskie w Technische Hochschule w Karlsruhe. W latach 1929–1933 mieszkał w Berlinie, następnie w latach 1933–1939 w Londynie. W 1939 roku emigrował do Stanów Zjednoczonych, w 1944 roku uzyskał obywatelstwo amerykańskie.
W latach 1939–1945 wykładał w Hartt College w Hartford i Westchester Conservatory w White Plains. Od 1945 do 1969 roku był wykładowcą Carnegie Institute of Technology. W 1963 roku został członkiem National Institute of Arts and Letters.
Jego żoną od 1951 roku była poetka Sara Henderson Hay.

## Wybrane kompozycje
(na podstawie materiałów źródłowych)

### Utwory orkiestrowe
- 4 symfonie (I 1928, II 1939, III 1954, IV 1972)
- Opus Sinfonicum (1933, zrewid. 1942)
- 2 Russian Nocturnes (1939)
- Koncert skrzypcowy (1941)
- Sinfonietta (1942)
- Concertino (1944)
- Koncert na 2 fortepiany i orkiestrę  (1951)
- Divertimento (1951)
- Variazioni concertanti (1958)
- Music for Orchestra (1958)
- Festival Overture (1960)
- Koncert na orkiestrę dętą (1963)
- Music for Band na orkiestrę dętą (1963)
- Koncert na orkiestrę (1964)
- Partita concertante na orkiestrę kameralną (1966)
- Variations and Epilogue na wiolonczelę i orkiestrę (1973)

### Utwory kameralne
- 2 tria fortepianowe (I 1918 zaginione, II 1935)
- 3 kwartety smyczkowe (I 1920, II 1924 zrewid. 1928, III 1955)
- Sonata na skrzypce, fortepian i mały bęben (1927, zrewid. 1967 w wersji na fortepian, skrzypce i perkusję)
- Sonata wiolonczelowa (1929)
- Arabesque na wiolonczelę lub fagot i fortepian (1931)
- Variations and Epilogue na wiolonczelę i fortepian (1946, zorkiestrowane 1973)
- Violin Sonata No. 2 (1948)
- Fantasia concertante na skrzypce i fortepian (1962)
- Divertimento da camera na 10 instrumentów (1965)

### Utwory fortepianowe
- 4 Small Piano Pieces (1920)
- Prelude and Fugue (1920)
- Sonatina (1926, zrewid. 1967)
- 2 Pieces for Mechanical Piano (1927, zaginione)
- 2 danses ironiques (1928, zrewid. 1967)
- 5 Contrasts (1930)
- Dialogues (1932)
- Variations (1933)
- Sonata (1943)
- Intervals (1957)

### Opera
- Danton (1932)

### Balet
- Melting Pot (1975)